# Taumatina

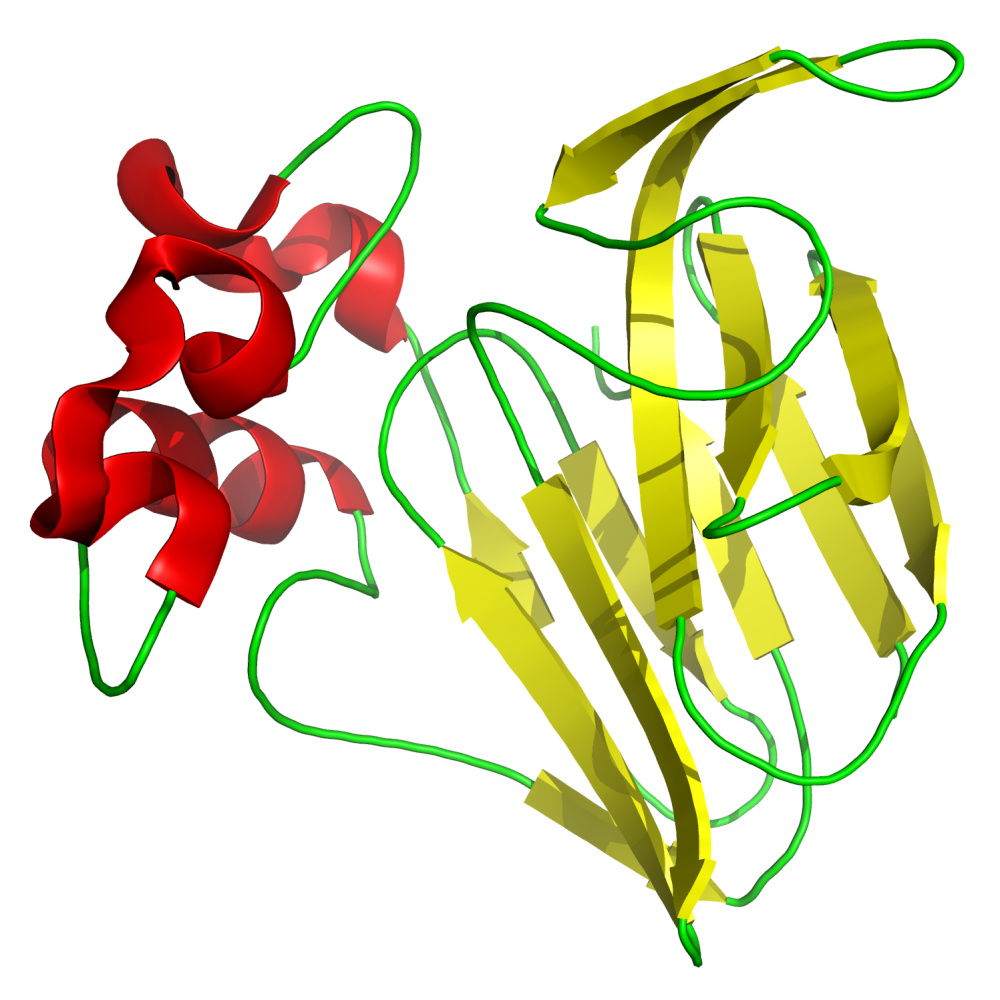
Fórmula estrutural de Taumatina (desenho).

A Taumatina é um adoçante natural identificado na indústria alimentícia com as siglas E 957.
É uma mistura de proteínas extraída de uma planta da África Ocidental (Thaumatococcus  daniellii, da família Marantaceae), que no organismo se metaboliza como as demais proteínas da dieta. Figura no Livro Guinness dos Records como a substância mais doce conhecida, cerca de 3000 vezes mais que o açúcar. 
Em 1855, o cientista W. F. Daniell documentou pela primeira vez (no Pharmaceutical Journal) uma fruta originária do Oeste Africano e descreveu seu uso como adoçante e realçador de sabor e aroma em alimentos e bebidas locais. Essa fruta vermelha e triangular também é conhecida como Katemfe ou “fruta milagrosa”.
Taumatina é utilizado como adoçante e/ou aditivo alimentar (intensificador de sabor), no Japão desde 1979. Na Inglaterra é usado para adoçar medicamentos, nos Estados Unidos para adoçar chicletes e na Austrália como agente aromatizante. No Brasil é utilizado na indústria animal como palatabilizante, para estimular o consumo de alimento (ração), principalmente para suínos.
Sua estrutura molecular especial, com 8 pontes di-sulfeto, faz com que essa proteína resista a elevadas temperaturas (incluindo tratamento UHT e forneamento) e também ao alto nível de acidez de certos alimentos (como os refrigerantes e sucos), não degradando durante o processamento ou a vida útil do produto.